# نادي الاتفاق (العراق)
نادي الاتفاق الرياضي هو فريق كرة قدم عراقي مقره في الديوانية، تم تأسيسه عام 2004، يلعب في الدوري العراقي الدرجة الثانية.

## روابط خارجية
- نادي الاتفاق على Goalzz.com
- أندية العراق - تواريخ التأسيس